# Music for parties
Music for parties is het debuut- en enige studioalbum van de Britse virtuele new-waveband Silicon Teens. Het album werd op 1 september 1980 uitgebracht op Mute Records. De productie lag in handen van Larry Least. De instrumenten werden bespeeld en de tekst ingezongen door het enige werkelijke bandlid Daniel Miller. Zowel het album als de singles Judy in disguise en Just like Eddie belandden in de indie chart in het Verenigd Koninkrijk.

## Ontvangst
Music for parties werd door Andy Kellman van AllMusic positief beoordeeld. Volgens hem is het album "well produced, well played, and well intentioned". Hij merkte verder op dat The Rentals en The Pulsars inspiratie ontleenden aan het jaren 1980-synthesizergeluid.
Met het album belandde Silicon Teens in 2016 op de lijst van "40 greatest one-album wonders" van het muziektijdschrift Rolling Stone.

## Nummers
| Nr. | Titel                                        | Duur |
| --- | -------------------------------------------- | ---- |
| 1.  | Memphis, Tennessee (Chuck Berry)             | 2:23 |
| 2.  | Yesterday Man (Chris Andrews)                | 2:39 |
| 3.  | Doo-wah-diddy-diddy (Chuck Berry)            | 3:03 |
| 4.  | T.V. playtime (Silicon Teens)                | 3:26 |
| 5.  | You really got me (Ray Davies)               | 3:03 |
| 6.  | Chip 'n roll (Larry Least)                   | 3:16 |
| 7.  | Do you love me? (Berry Gordy)                | 2:23 |
| 8.  | Let's dance (Jim Lee)                        | 2:48 |
| 9.  | Oh boy! (Norman Petty)                       | 2:04 |
| 10. | Sweet little sixteen (Chuck Berry)           | 3:20 |
| 11. | State of shock (part two) (Silicon Teens)    | 3:10 |
| 12. | Just like Eddie (Geoffrey Goddard)           | 2:44 |
| 13. | Red river rock (Ira Mack, Tom King)          | 2:52 |
| 14. | Judy in disguise (Andrew Bernard, John Fred) | 2:32 |